# Vlčkovice (Mladkov)
Vlčkovice je vesnice v okrese Ústí nad Orlicí. Spadá pod obec Mladkov.

## Historie

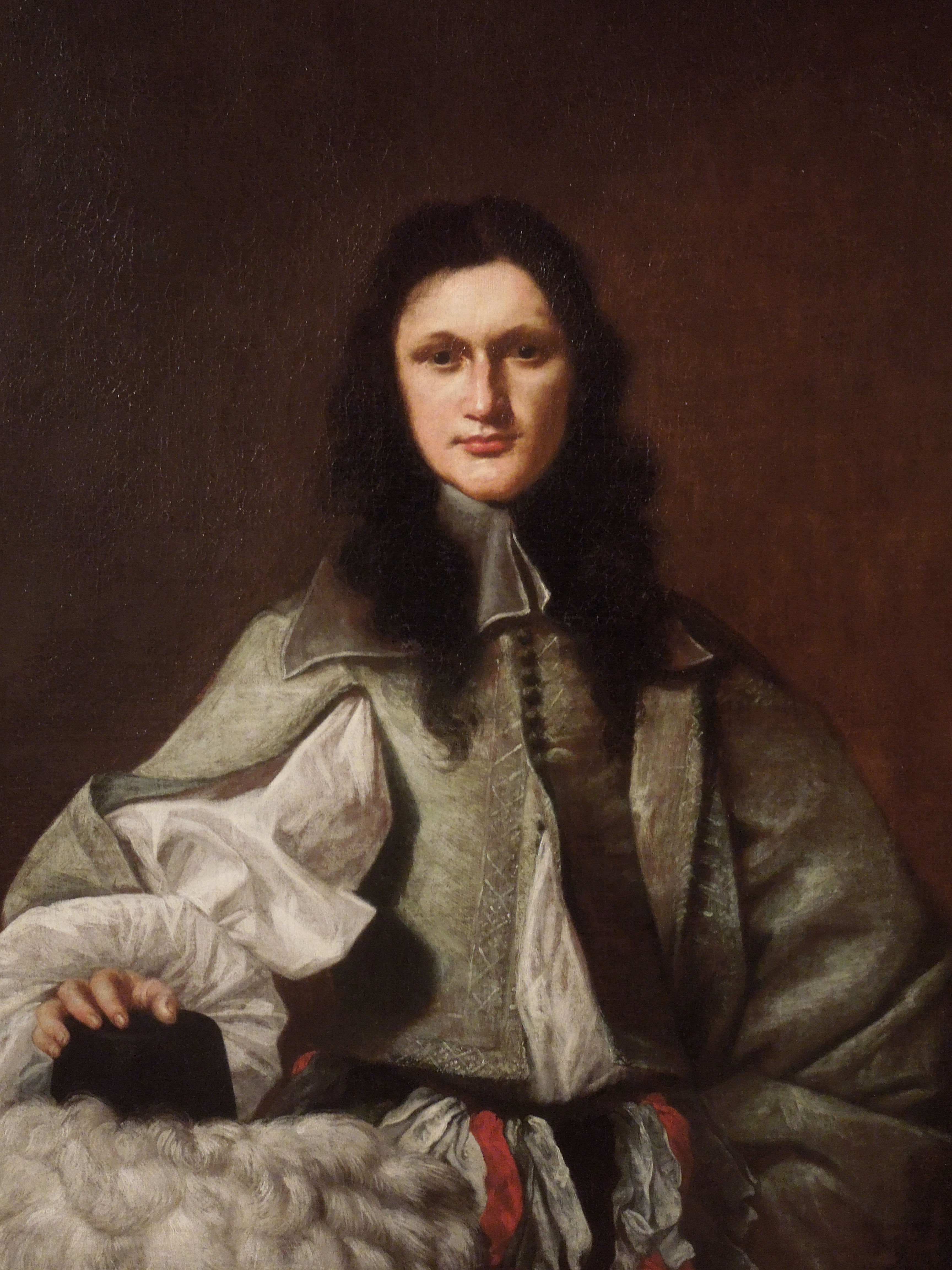
Ignác Jetřich Vitanovský z Vlčkovic (rok 1669)

Již v polovině 17. století založil na kyšperském panství hrabě Ignác Jetřich Vitanovský z Vlčkovic vsi Studené, Vlčkovice a Vitanov (nyní součást Pastvin) jako zemědělské statky, aby zvýšil výnos svého panství.
Od 19. století ve vsi žilo převážně německé obyvatelstvo a živilo se hlavně zemědělstvím. Z této doby se dosud dochovalo 5 statků s uzavřeným dvorem, další byly zbořeny.
Patrně nejstarší budovou je bývalý statek čp. 1, kde je na pískovcové kuželce brány letopočet 1800. Další stavbou je kaple z roku 1836.
V roce 1902 byla otevřena škola, kterou navštěvovaly děti německých obyvatel. Od roku 1919 byla zřízena i třída pro české děti. V této době měly Vlčkovice asi 300 obyvatel. Po válce počet obyvatel i žáků ve škole postupně klesal. Obec byla v roku 1975 sloučena s Mladkovem, škola byla zrušena; do uvolněných prostor se přestěhovala mateřská škola. Pro nedostatek dětí zanikla v roce 1993 i školka. V budově je nyní řezbářství.
V době druhé světové války obec (německy Wollfsdorf nebo Wöllsdorf) patřila do Sudet a před ní byla zřízena celnice.
Po  odsunu části německých obyvatel zbylo jen několik soukromě hospodařících sedláků a obec osídlili noví obyvatelé (dosídlenci). V obci bylo založeno JZD jako jedno z prvních v okresu Ústí nad Orlicí. Byl vybudován kravín, truhlárna a další drobné stavby. Později přibyl ještě kravín se skladovákem a v roce 1963 se pak JZD sloučilo se statkem v Mladkově a později hospodaření převzal Státní statek Králíky (až do roku 1993).

## Současnost
V současné době (rok 2008) má vesnice cca 110 obyvatel. Není zde již téměř žádná pracovní příležitost. Za prací je nutno dojíždět. Některé budovy bývalého statku obhospodařuje ZD Nekoř, (nebo je jejich majitelem soukromá osoba) a o pozemky se dělí se ZD Líšnice. Ostatní budovy chátrají, a dotvářejí tak vzhled vesnice.
Od 80. let je postupně budována chatová oblast v místech bývalé drůbežárny a pily. Již dnes čítá přes 60 chat. Téměř polovinu chalup vlastní chalupáři, čímž ves slouží spíše rekreačním účelům. Výhodou je hlavně blízkost Pastvinské přehrady.

## Doprava
Dopravní síť
- Pozemní komunikace

Vesnicí prochází silnice II/312 Líšnice – Pastviny – Vlčkovice – Mladkov – Lichkov – Dolní Lipka – Králíky – Červený Potok – Hanušovice. Ve vzdálenosti cca 10 km od obce prochází I/11.
- Železnice

Železniční trať ani stanice ve vesnici nejsou. V cca 3 km vzdáleném Mladkově se nalézá vlaková zastávka..
Veřejná doprava 2012
- Autobusová doprava

Ve vesnici zastavují autobusové linky jedoucí např. do těchto cílů: Pastviny, Mladkov, Klášterec nad Orlicí, Králíky, Žamberk

## Turistika
- Pěší turistika

Vesnicí prochází značení turistická trasa č. 0416  Nekoř - Studené - Vlčkovice - Vrch Adam
- Cykloturistika

Vesnicí prochází cyklotrasa č. 4079 od přehrady Pastviny na hranici s Polskem na vrch Adam